# Раковски (област Добрич)
 За другото българско село вижте Раковски (Област Разград).  
Раковски е село в Североизточна България. То се намира в община Каварна, област Добрич.

## История
През 1950 г. в селото функционира всестранна взаимоспомагателна кооперация.

## Население
Преброяване на населението през 2011 г.
Численост и дял на етническите групи според преброяването на населението през 2011 г.:
|                     | Численост | Дял (в %) |
| Общо                | 224       | 100,00    |
| Българи             | 150       | 66,96     |
| Турци               | 0         | 0,00      |
| Цигани              | 0         | 0,00      |
| Други               | 0         | 0,00      |
| Не се самоопределят | 0         | 0,00      |
| Неотговорили        | 69        | 30,80     |

## Редовни събития
На 3 юни се празнува сбора на селото, а през октомври се състои празникът – „Весела трапеза от есенни гозби“.